# Širaz
Širaz (Perzijdko: شیراز‎ Shīrāz) je glavno mesto province Fars in peto najštevilčnejše mesto v Iranu. V letu 2009 je imelo 1.455.073 prebivalcev. Širaz se nahaja na jugozahodu Irana na reki Roodkhaneye Khoshk (Suha reka). Bilo je regionalni trgovski center več kot tisoč let. Velja za eno od najstarejših mest starodavne Perzije.
Najzgodnejše ime mesta je bilo Tiraziš, zapisano na Elamitski glinasti plošči iz leta 2000 pr. n. št. V 13. stoletju je Širaz postal vodilni center umetnosti in pismenosti, zaradi spodbujanja njegovega vladarja in prisotnosti mnogih perzijskih znanstvenikov in umetnikov. V času dinastije Zand med letoma 1750 do 1781, kakor tudi na kratko v obdobju Safaridov, je bilo glavno mesto Perzije. Dva znamenita iranska pesnika, Hafez in Saa'di sta iz Širaza.
Shiraz je znan kot mesto pesnikov, literature, vina in cvetja. Je mesto vrtov, zaradi številnih vrtov in sadnih dreves, ki jih je mogoče videti po mestu. Širaz ima veliko židovsko in krščansko skupnost. Pomembne obrti so intarzijski mozaiki trikotne zasnove, srebrno posodje, tkanje preprog, ki se imenujejo gilim in jajim v okoliških vaseh in med plemeni. V Širazu je tudi industrija, kot so proizvodnja cementa, sladkorja, gnojil, tekstilnih izdelkov, izdelkov iz lesa, kovin in preprog. Ima tudi veliko rafinerijo in je glavni center za iransko elektronsko industrijo. V Širazu je postavljena prva iranska sončna elektrarna. Pred kratkim je bila postavljena tudi prva vetrnica nad goro Babakoohi v bližini mesta.

## Etimologija
Prva navedba mesta je na Elamitski glinasti plošči iz leta 2000 pr. n. št., ki so jo našli junija 1970 pri izkopavanju za peč za tovarno opeke v jugozahodnem delu mesta. Na plošči je napisano starodavno Elamitsko ime mesta Tiraziš (fonetično kot / tiračis / ali / ćiračis /). To ime je postalo v staro perzijskem /širājiš/, od tod sodobna različica imena Širaz. Ime Širaz so našli tudi na glinasti plošči iz 2. stoletja n. št. v Sasanidskih razvalinah vzhodno od mesta.

## Zgodovina

### Pre-Islamska doba
Širaz je verjetno star več kot 4000 let. Po nekaterih iranskih mitoloških tradicijah ga naj bi postavil Tahmuras Diveband, nakar je bil porušen. Najstarejši vzorec vina na svetu, datiran pred približno 7000 leti, so odkrili na glinenih kozarcih odkritih izven Širaza (po navedenem članku je bilo to odkritje v Hajji Firuz Tepe, neolitski vasi v severnem Zagrosu, več kot tisoč kilometrov severno od Širaza).
V dobi Ahaemenidov je bil Širaz na poti iz Suze proti Perzepolisu in Pasargadu. V Ferdowsijevi Shāhnāmi je napisano, da je partski vladar Artaban V. razširil svoj nadzor nad Širaz. Ghasre Abu - Nasr (kar pomeni »palača Abu Nasr«), ki je iz partske dobe in se nahaja na tem območju. Med obdobjem Sasanidov je bil Širaz na poti, ki je povezovala Bishapur in Gur proti Istakhr. Širaz je bil pomemben regionalni center pod Sasanidi.

### Islamsko obdobje
Mesto je postalo pokrajinsko središče leta 693, potem ko so arabski zavojevalci osvojili Istakhr v bližini Sasanidskega glavnega mesta. Ko je Istakhr začel nazadovati, je Širazu pod Arabci in več lokalnimi dinastijami rasel pomen. V času imperija Bujidov (945-1055), je bilo njihovo glavno mesto, gradili so mošeje, palače, knjižnico in razširili mestno obzidje. To je bilo odločilno tudi za Seldžuke in Horezmijce pred mongolskim osvajanjem.
Ob napadu Mongolov (1220) je bilo mestu prizaneseno uničenje, ko se njegov lokalni vladar poklonil in uklonil Džingiskanu. Širazu je bilo spet prizaneseno od Timurja, ko se je v letu 1382 lokalni monarh šah Shoja, dogovoril za predajo okupatorjem. V 13. stoletju je Širaz postal vodilni center umetnosti in pismenosti Perzije, zahvaljujoč spodbudi svojega vladarja in prisotnosti številnih perzijskih učenjakov in umetnikov. Iz tega razloga se je mesto imenovalo po klasičnem geografu Dar al-'Elm, Hiša znanja.  Med iranskimi pesniki, mistiki in filozofi rojenimi v Širazu, so bili pesnika Sas'di (1207 - 1291) in Hafez (1324 - 1389), mistik Roozbehan in filozof Mulla Sadra. Tako je Širaz dobil tudi vzdevek »Atenne Irana«. 
Zgodaj v 11. stoletju je bilo v Širazu že več sto tisoč ljudi.  V 14. stoletju jih je imel šest tisoč. V 16. stoletju je imel 200.000 ljudi, nakar se je sredi 18. stoletja število zmanjšalo na le 50.000.
Leta 1504 je bil Širaz zaseden od vojske Ismaila I., ustanovitelja dinastije Safavidov. V času njihovega imperija (1501-1722) je Širaz ostal pokrajinsko glavno mesto. Kan Emâm Qoli, guverner Farsa pod šahom Abbasom I., je zgradil številne palače, medrese in druge bogato okrašene stavbe v istem slogu kot tiste, zgrajene v Isfahanu, glavnem mestu imperija. Po padcu Safavidov je Širaz nazadoval, še posebej po napadu Afganistancev (1729) in uporu guvernerja proti Nâder šahu. Mesto je bilo več mesecev oblegano in na koncu oplenjeno. V času umora Nader šaha leta 1747, je bila večina zgodovinskih stavb v mestu poškodovana ali uničena, prebivalstvo pa zmanjšalo na 50.000, ali četrtino od števila v 16. stoletju.
Širaz je kmalu začel spet napredovati pod oblastjo kana Karima iz dinastije Zand, ki ga je leta 1762 določil za glavno mesto. Zaposlil je več kot 12.000 delavcev, zgradil kraljevo četrt s trdnjavo, mnoge upravne stavbe, mošeje in enega od najboljših pokritih bazarjev v Iranu,. Okoli mesta je zgradil jarek, zgradil vodovod in kanalizacijo in obnovil mestno obzidje.
Ko je na oblast prišel kan Agha Mohammad, ustanovitelj Kadžarske dinastije, se je maščeval nad Širazom z uničevanjem mestne utrdbe in premestitvijo glavnega mesta v Teheran. Čeprav je spet dobil rang pokrajinskega glavnega mesta, je Širaz ohranil raven blaginje, saj je bil pomemben kraj ob trgovski poti do Perzijskega zaliva. V času Kadžarske dinastije je imel pravico do guvernerja. V tem času je bilo zgrajenih veliko znanih vrtov, stavb in rezidenc, kar je prispevalo k sedanji mestni podobi.
Širaz je rojstni kraj soustanovitelja vere Bahá'í ((Arabsko: بهائية‎ Baha'iyyah), Báb (Siyyid 'Ali - Muhammada, 1819-1850). V tem mestu, na večer 22. maja 1844, je prvič razglasil njeno poslanstvo kot nosilca novega božjega razodetja. Iz tega razloga je Širaz sveto mesto za Baha'ijčane in mesto, še posebej hiša Báb, opredeljeno kot romarski kraj. Glede na sovražno ozračje do Baha'i v Iranu, je bila hiša tarča ponavljajočih se napadov in leta 1979 uničena. Dve leti kasneje je njenem mestu nastal javni trg.
Leta 1910 je bil izveden pogrom nad Židi zaradi lažnih govoric, da so ritualno ubili muslimansko dekle. V pogromu je bilo 12 Židov ubitih in okoli 50 ranjenih, 6000 Židom pa so oropali vsa njihova posestva. 
Vloga mesta v trgovini se je močno zmanjšala z odprtjem trans-iranske železnice leta 1930, ko se je trgovska pot preusmerila na pristanišča v Kuzistanu. Velik del arhitekturne dediščine Širaza, predvsem kraljevo okrožje Zand, je bilo bodisi zanemarjeno ali uničeno kot posledica neodgovornega urbanizma pod dinastijo Pahlavi. Širaz je postal upravno središče province, njegovo prebivalstvo pa je od leta 1979 dalje precej zraslo.

### Moderna doba
Mestna občina in druge institucije so začele obnovo. Nekateri izmed najnovejših projektov so zajemali popolno obnovo citadele Arg Karim Khan in kopališča Vakil, kakor tudi celovit načrt za ohranjanje starega mestnega jedra. Popolnoma so prenovili vrata Qur'an in mavzolej pesnika Khwaju Kermanija, ki se nahajata v soteski Allah-U-Akbarja, restavrirali in razširili so mavzolej v Širazu rojenih pesnikov Hafiza in Saadija. V teku je veliko različnih gradbenih projektov za posodobitev mestne infrastrukture. 
Po islamski revoluciji leta 1979, je bil Širaz ponovno določen za središče iranske umetnosti in kulture.

## Geografija
Širaz se nahaja na jugu Irana in na severozahodu province Fars. Zgrajen je v zeleni ravnici ob vznožju pogorja Zagros na nadmorski višini 1500 metrov. Je 919 km oddaljen od Teherana. Sezonska reka Rudkhaneye Khoshk teče skozi severni del mesta in v jezero Maharloo. Od leta 1920 je bilo območje velikega gozda hrasta.
Podnebje ima različne letne čase in je na splošno opredeljeno kot vroča, srednje suha klima (Köppen: BSh). Poletja so vroča. Povprečna julijska temperatura je 37,8 °C. Zime so hladne s povprečno temperaturo pod lediščem v decembru in januarju. Na leto pade okoli 300 mm dežja, skoraj vse v zimskih mesecih. 
Širaz ima precejšnje število vrtov. Zaradi rasti prebivalstva mnoge od teh vrtov lahko izgubi zaradi novih gradenj. Čeprav je občina sprejela nekatere ukrepe za ohranitev teh vrtov, jih mnogi nezakoniti posegi ogrožajo.

## Gospodarstvo
Širaz je gospodarsko središče južnega Irana. V drugi polovici 19. stoletja je bil priča gospodarskemu razvoju, ki je močno spremenil podobo mesta. Z odprtjem Sueškega prekopa leta 1869 je bil dovoljen obsežen uvoz poceni evropskega blaga, bodisi neposredno iz Evrope ali preko Indije. Kmetje v večji meri začeli saditi donosnejše pridelke, kot je mak, tobak in bombaž. Mnogi od teh izvoznih pridelkov so prečkali Širaz na poti v Perzijski zaliv. Trgovci iz pokrajine Fars so razvili trgovsko mrežo za te proizvode do Bombaja, Kalkute, Port Saida, Carigrada in celo v Hong Kong.
Gospodarska osnova Širaza je v kmetijskih izdelkih kot so grozdje, agrumi, bombaž in riž. Industrija obsega proizvodnjo cementa, sladkorja, gnojil, tekstilnih in lesnih izdelkov, kovin in preprog. Kmetijstvo je bilo vedno pomemben del gospodarstva v Širazu in okolici. To je delno posledica relativnega obilja vode v primerjavi z okoliškimi puščavami. Znan je tudi  po proizvodnji cvetja. Vinogradništvo in pridelava vina ima tudi dolgo zgodovino v tej regiji. 
Širaz ima veliko rafinerijo nafte in je tudi glavni center za iransko elektronsko industrijo. 53% vseh vlaganj v iransko elektronsko industrijo je v Širazu. Je tudi iranski center za informatiko, komunikacijo in transport.
Posebna ekonomska cona (SEEZ) je bila ustanovljena leta 2000 z namenom povečanja proizvodnje v elektronski industriji in komunikacijah. 
Z več kot 25 nakupovalnimi centri in 10 bazarji je Širaz znan kot dober kraj za nakupovanje.
Kompleks Persian Gulf, ki se nahaja na severnem koncu mesta, je največje nakupovalno središče na svetu glede na število trgovin. 
Vakil Bazar je eden najstarejših bazarjev na svetu in se nahaja v starem mestnem jedru Širaza. Poleg lepega trga, karavanseraja in kopališča, njegove trgovine štejejo med najboljše kraje za nakup vseh vrst perzijskih preprog, začimb, izdelkov iz bakra in starin.

## Demografija
V letu 2009 je imelo mesto 1.455.073 prebivalcev od katerih je večina Perzijcev.  Večina prebivalstva so muslimani, 6.000 je pripadnikov židovske skupnosti, čeprav je večina emigrirala v Združene države Amerike in Izrael v drugi polovici 20. stoletja. Skupaj s Teheranom in Isfahanom je Širaz eno od peščice iranskih mest s precej židovskega prebivalstva in več kot eno aktivno sinagogo. Širaz ima tudi pomembno Baha'i populacijo, največjo v državi za Teheranom.
Trenutno obstajata dve delujoči cerkvi, ena armenska, druga anglikanska. 

## Kultura
Širaz je znan kot mesto pesnikov, vrtov, vina, slavčkov in cvetja. Spretnost obrti se kaže v izdelavi intarzij z mozaiki v trikotni zasnovi, posodah iz srebrna in bakra, tkanju preprog in izdelavi preprog imenovanih gilim (Širaz Kilim) in jajim v okoliških vaseh in med plemeni. 
Vrt je pomemben del iranske kulture. V Širazu je veliko starih vrtov, kot sta vrtova Eram in Afif Abad. Po mnenju nekaterih, naj bi bil Širaz rojstni kraj češenj (druga možnost je Xerès ali Jerez v Španiji). 
Širaz je dal vrsto znanih pesnikov. Tukaj se je rodil Saa'di, pesnik 12. in 13. stoletja. Domače mesto je zapustil v mladosti in šel v Bagdad preučevat arabsko literaturo in islamske znanosti v Al- Nizamiyya v Bagdadu. Ko se je vrnil v rojstni Širaz je bil že starejši mož. Pod vladanjem Atabak Abubakr Sa'd Ibn Zangy-ja (1231-1260) je bil Širaz deležen obdobja relativnega miru. Saa'di se ni le vrnil v mesto ampak je bil spoštovan od vladarja, ki ga je štel med velikane pokrajine. 
Hafez, drugi slavni pesnik in mistik se je tudi rodil v Širazu. 
Qutb al-Din al-Shirazi, astronom, 13. stoletje, je bil matematik, zdravnik, fizik in znanstvenik. V svojem delu The Limit of Accomplishment concerning Knowledge of the Heavens, je razpravljal tudi o možnosti heliocentrizma.

## Izobraževanje
Širaz je živahno akademsko mesto. Univerza medicinskih znanosti je bila prva univerza v mestu in je bila ustanovljena leta 1946. Veliko starejša je Madrasa- e -Khan ali Teološka šola s približno 600 študenti. Zgradba je pokrita s ploščicami, katerih nastanek sega do leta 1627.
Danes je Univerza v Širazu največja univerza v pokrajini in ena najboljših iranskih akademskih središč. Druge pomembnejše univerze so še islamski Azad Universityof Shiraz, Tehnološka univerza in Univerza za uporabno znanost in tehnologijo.
Regionalna knjižnica Širaz za znanost in tehnologijo je največja deželna knjižnica in služi tudi javnosti.
Virtualna Univerza je eden od podsistemov Univerze.

## Glavne znamenitosti
- grobnice Hafeza, Saa'di in Khaju-e Kermanija (čigar grob je v notranjosti gore nad starimi mestnimi vrati Qur'an). Druge manj znane grobnice so, šaha Shoja' (Mozafarid - prezijski emir in Hafizov mecen) in Haft Tänan mavzolej, kjer je pokopanih 7 mistikov Sufijev. Grobnica Baba Kuhi je na vrhu gore s pogledom na mesto in grob kana Karim Zanda, ki je v Pars muzeju.
- najstarejša mošeja je Petkova mošeja ali masjed-e Atiq iz 9. stoletja in je ena od starejših mošej v Iranu. Nekaj najstarejše dekoracije je mogoče videti v mihrabu. Obnovljena je bila v 17 stoletju, ploščice na zahodni steni so iz 16. st.
- Kraljeva mošeja (masjed-e Vakil), ki pa je bila precej poškodovana od potresa. Glavne dekoracije so danes razstavljene v Pars muzeju. Mošeja Vakil se nahaja zahodno od slavnega Vakil Bazaar-ja. Zajema površino 8.660 kvadratnih metrov in je bila zgrajena leta 1187 v času dinastije Zand. Na obeh straneh vhoda so veličastni vzorci iz ploščic in oboki. Levi in desni hodnik od vhoda vodita do glavnih sob.
- Mošeja Naser ol-Molk je med imenitnejšimi iz dobe Kadžarske dinastije, zgrajena v 19. st. Zunaj je okrašena z značilnimi motivi cvetja, v notranjosti, posebej oboki zimske mošeje pa so okrašeni z geometričnimi vzorci in zavitimi stebri s stiliziranimi palmetami.
- citadela kana Arg Karima stoji zraven Vakil Bazar-ja in kopališča Vakil v osrednji mestni četrti. Najbolj znane hiše so Zinat-ol- Molook in Gahavam, obe v stari četrti v mestu.
- Medresa ye Khan, ki jo je leta 1615 zgradil imam Qoli Kan in je bila v potresu skoraj uničena; originalna je še vhodna oktagonalna dvorana ostalo je restavrirano. V notranjosti je bazen, okoli njega pa drevesa in arkade v katerih so študentske sobe. Južni eivan je okrašen z modrimi in pink ploščicami z vzorci ptic in cvetja.
- Nova mošeja (masjed-e No ali masjed-e Shohada); zgradil jo je lokalni voditelj Sa'd ibn Zangi, pokrovitelj pesnika Saadija ob koncu 12 st. (končana leta 1218). Obnovljena je bila v 16. st., poškodovana v potresu v 18. in 19. stoletju.
- Vrata Qur'an predstavljajo vhod v Širaz. So v bližini soteske Allah -o- Akbar in mejijo na gore Baba Kuhi in Čehel Maqam. Znane sta še dve kopiji Korana.
- Vrt Eram (Bagh- e Erâm) - univerzitetni botanični institut - je osupljiv kraj za obiskovalce zasajen z različnimi rastlinami, predvsem pa cipresami in z zgodovinskim dvorcem Kadžarske dinastije (19. stoletje), ki odseva v bazenu in je okrašen s figurativnimi scenami in živalmi. Čeprav točen datum gradnje vrta ni znan, zgodovinski dokazi kažejo, da je bil zgrajen v času dinastije Seldžukov po naročilu slovitega monarha Sanjarja. Drugi zgodovinski perzijski vrtovi so vrt Afifabad in muzej orožja, vrt Delgosha in vrt Jahan nama.

V bližini Širaza so ruševine Perzepolisa, Bišapurja, Pasargada in Firouzabada. Na gori Nakš-e Rostam se nahajajo grobnice kraljev Ahemenidov kot tudi Ka'ba-ye Zartosht, za katerega mislijo, da je bodisi zoroastrski ognjeni tempelj ali morda celo res grob Kira Velikega. Jezero Maharloo je priljubljen kraj za različne vrste ptic.
Nakš-e Rostam je področje, kjer so pokopani pripadniki Elamitov (drugo tisočletja pr. n. št.), Ahemenidi (550-330 pr. n. št.) in Sasanidi (226-651 n. št.). Nakš-e Rostam je mesto za katerega arheologi verjamejo, da je bilo pokopališče za Perzepolis, kjer počivajo kralji Ahemenidov, Partov in Sasanidov.

## Pobratena mesta
- Weimar, Nemčija[26][27]
- Chongqing, Kitajska[26]
- Nikozija, Ciper[26][28]
- Dušanbe, Tadžikistan[26]
- Kuala Lumpur, Malezija[29]
- Agadir, Maroko[29]